# Jana Verdura i Brugarola
Jana Verdura i Brugarola (Arenys de Munt, Maresme, 14 de novembre de 1989) és una jugadora d'hoquei sobre patins i investigadora catalana.
Formada al Centre d'Esports Arenys de Munt, va debutar amb el primer equip l'any 2003. Va aconseguir un Campionat d'Espanya el 2004 i un subcampionat de la Copa d'Europa el 2006 i subcampionat de la Copa de la Reina el 2007. La temporada 2012-13 va jugar amb l'Sfèric de Terrassa, tornant l'any següent al club arenyenc. La temporada 2015-16 va fitxar pel Citylift Girona Hoquei Club, amb el qual va guanyar una Copa Generalitat el 2017. Internacional amb la selecció espanyola en categories inferiors, va proclamar-se campiona d'Europa sub-19 el 2007. Amb la selecció catalana d'hoquei sobre patins va aconseguir una medalla de bronze a la Copa Amèrica de 2006 i una Blanes Golden Cup el 2009.
En la seva vessant professional, és doctorand de ciències ambientals de la Universitat de Girona i del Centre d'Estudis Avançats de Blanes (CEAB), que investiga l'impacte del canvi climàtic en els boscos submarins així com de la seva conservació i restauració. Forma part del grup d'investigació MedRecover.

## Palmarès
Clubs
- 1 Copa Generalitat d'hoquei sobre patins femenina: 2016-17
- 1 Campionat d'Espanya d'hoquei sobre patins femení: 2003-04

Selecció catalana
- 1 medalla de bronze a la Copa Amèrica d'hoquei patins femenina 2006
- 1 Golden Cup: 2009